# Greich

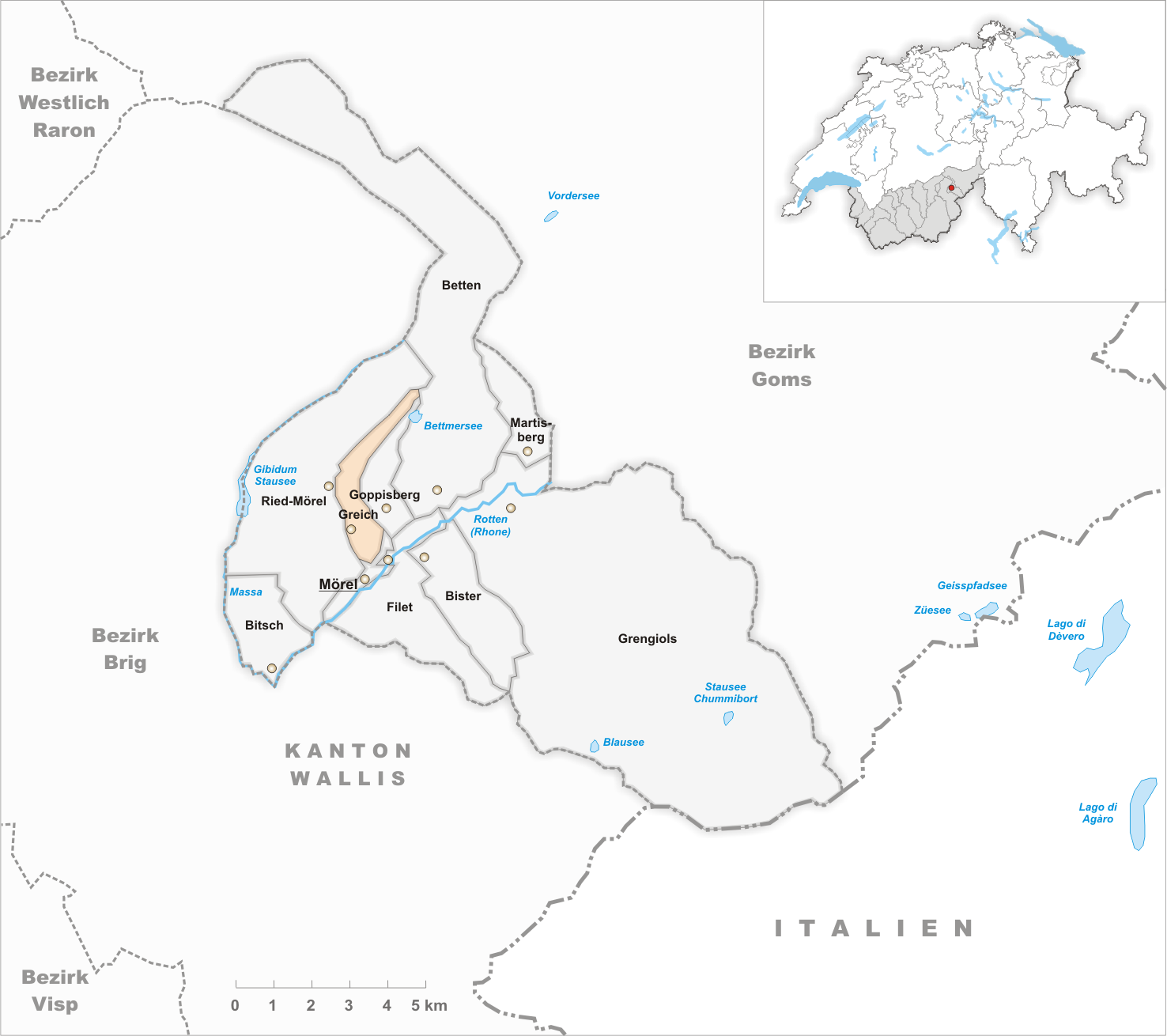
Gemeindestand vor der Fusion am 1. November 2003

Greich ist ein Dorf und eine Burgergemeinde mit einem Burgerrat im Bezirk Östlich Raron des Kantons Wallis.

## Geschichte
Die Kapelle der Heiligen Agatha wurde 1511 errichtet und 1616 durchgreifend umgestaltet. Vom 18. Jahrhundert bis 1981 entstanden keine neuen Wohnbauten. Die Luftseilbahn Mörel-Greich-Greicheralp wurde 1950 angelegt.
Bis zum 1. November 2003 war Greich eine eigene Munizipalgemeinde, als es mit Goppisberg und Ried-Mörel zur Gemeinde Riederalp fusionierte. Erst 2004 wurde Greich durch eine Fahrstrasse via Goppisberg erschlossen.

## Bevölkerung
| Bevölkerungsentwicklung | Bevölkerungsentwicklung | Bevölkerungsentwicklung | Bevölkerungsentwicklung | Bevölkerungsentwicklung |
| ----------------------- | ----------------------- | ----------------------- | ----------------------- | ----------------------- |
| Jahr                    | 1850                    | 1900                    | 1950                    | 2000                    |
| Einwohner               | 80                      | 80                      | 88                      | 144                     |